# Sorbo San Basile
Sorbo San Basile är en ort och kommun i provinsen Catanzaro i regionen Kalabrien i Italien. Kommunen hade 797 invånare (2018).